# Список прапорів Нової Зеландії
Список прапорів, що використовуються в Новій Зеландії.

## Національні прапори
| Прапор                                               | Дати                                     | Використання                                                                                                   | Опис |
| ---------------------------------------------------- | ---------------------------------------- | --- | --- |
| Tino Rangatiratanga прапор руху за суверенітет маорі | 1990–                                    | Прапор Tino rangatiratanga – Офіційний Національний прапор маорі, затверджений Кабінетом Нової Зеландії в 2010 | Біла закручена смуга на червоному та чорному полях |
| Прапор Нової Зеландії                                | 1902– (офіційний, у використанні з 1869) | Прапор Нової Зеландії                                                                                          | Викривлений синій кормовий прапор з чотирма червоними зірками з білою облямівкою, представляючими собою сузір'я Південний Хрест (англ. Crux).                                     |
| Прапор Великої Британії                              | 1840–1902                                | Британський Юніон Джек                                                                                         | Прийнятий після підписання Договору Вайтангі в 1840 році. |
| Flag of New Zealand Government Ships 1867            | 1867–1869                                | Перший прапор Нової Зеландії на основі синього кормового прапору                                               | Синій кормовий прапор з червоними літерами "NZ" з білою облямівкою. |
| Прапор Об'єднаних Племен Нової Зеландії              | 1834–1840                                | Прапор Об'єднаних Племен Нової Зеландії                                                                        | Базується на білому кормовому прапорі. Два хрести Святого Георгія і чотири восмикінечні зірки в кантоні на синьому тлі. (Дивіться інші варіант дизайну нижче під "Прапори маорі". |

## Королівські прапори та прапори намісника
| Прапор | Дати         | Використання                                      | Опис |
| ------ | ------------ | ------------------------------------------------- | --- |
|        | 1962–2022    | Персональний прапор Єлизавети II в Новій зеландії | Прапор містить Герб Нової Зеландії, облямований синім диском із золотою літерою «E» у короні                                             |
|        | 2008–дотепер | Прапор генерал-губернатора Нової Зеландії         | Щит герба Нової Зеландії, увінчаний королівською короною.                                                                                |
|        | 1953–2008    | Прапор генерал-губернатора Нової Зеландії         | Лев на вершині корони над сувоєм із написом "Нова Зеландія"                                                                              |
|        | 1947–1953    | Прапор генерал-губернатора Нової Зеландії         | Лев на вершині корони над сувоєм із написом « Нова Зеландія»                                                                             |
|        | 1936–1947    | Прапор генерал-губернатора Нової Зеландії         | Лев на вершині корони над сувоєм із написом «Домініон Нова Зеландія»                                                                     |
|        | 1908–1936    | Прапор губернатора Нової Зеландії                 | |
|        | 1874–1908    | Прапор губернатора Нової Зеландії                 | |
|        | 1869–1874    | Прапор губернатора Нової Зеландії                 | Юніо Джек облямований чотирма п'ятикутними зірками. Такий дизайн був пов’язаний з неправильним тлумаченням інструкцій щодо проєктування. |
|        | ?            | Прапор Представника Королеви на Островах Кука     | Прапор Островів Кука з короною в центрі кільця із зірок                                                                                  |

## Стяги
| Прапор | Дати                | Використання                                                | Опис |
| ------ | ------------------- | ----------------------------------------------------------- | --- |
|        | 1901–               | Торговий прапор Нової Зеландії                              | Червоний прапор з чотирма білими зірками, що символізують сузір'я "Південний Хрест"                                                                    |
|        | 1968–               | Прапор Військово-морських сил Нової Зеландії                | Білий прапор із чотирма червоними зірками |
|        |                     | Прапор Королівськиї військово-повітряниї сил Нової Зеландії | Світло-блакитний прапор із ронделем Королівських ВПС облямований літерами «NZ».                                                                        |
|        | 16 листопада 1938 – | Прапор цивільної авіації Нової Зеландії                     | Синій хрест із широкою окантовкою на світло-блакитному полі. Прапор Союзу знаходиться в кантоні, з південним хрестом у нижньому крижі у вільному краю. |
|        |                     | Прапор Поліції Нової Зеландії                               | Синій прапор із прапором Нової Зеландії в кантоні, з емблемою NZP у нижньому крижі у вільному краю.                                                    |
|        |                     | Прапор пожежної служби Нової Зеландії                       | Блакитний прапор із прапором Нової Зеландії в кантоні та емблемою пожежної служби.                                                                     |
|        | 1996–               | Прапор Митної служби Нової Зеландії                         | Синій прапор Нової Зеландії з написом «NZ Custom Service»                                                                                              |
|        | 1968–1998           | Прапор Міністерства транспорту Нової Зеландії               | Небесно-блакитний прапор із прапором Нової Зеландії в кантоні та гербом NZMOT у синьому диску.                                                         |

## Прапори асоційованих держав
| Прапор | Дати  | Використання         | Опис |
| ------ | ----- | -------------------- | --- |
|        | 1979– | Прапор островів Кука | 15 зірок на британському синьому кормовому прапорі                                                                                         |
|        | 1975– | Прапор Ніуе          | Прямокутник жовтого кольору, у крижі якого розміщено прапор Великої Британії з однією великою і чотирма малими зірками, що утворюють ромб. |

## Прапори маорі
| Прапор | Дати  | Використання | Опис |
| ------ | ----- | --- | --- |
|        | 1834- | Original design of the United Tribes of New Zealand flag, widely used by Maori groups                                         | Similar to the amended design used as the de facto national flag 1835–1840, but with eight-pointed stars and black fimbriation in the canton |
|        | 1990– | Прапор Tino rangatiratanga – офіційний національний прапор маорі, затверджений Кабінетом Міністрів Нової Зеландії у 2010 році | Біла завита смуга на червоно-чорному полі |
|        |       | Example of a Maori Flag | Some Maori tribes use the Red Ensign defaced with their tribal name                                                                          |

## Спортивні прапори
| Прапор | Дати      | Використання                                                       | Опис |
| ------ | --------- | ------------------------------------------------------------------ | --- |
|        | 1908–1912 | Прапор команди Австралазії на Олімпійських іграх 1908 і 1912       | Синій стяг облямований білим колом, що містить Британську корону та щит, що містить Південний хрест                            |
|        | 1994–     | Flag of the New Zealand Olympic Committee                          | A white flag with a depiction of the silver fern superimposed on the five ringed emblem of the International Olympic Committee |
|        | 1979–1994 | Flag of the New Zealand Olympic and Commonwealth Games Association | A black flag with a depiction (in white) of a silver fern on the Olympic rings.                                                |
|        | 1987      | Прапор All Blacks, Новозеландської національної компанди з регбі   | Чорний прапор із білою сріблястою папороттю.                                                                                   |

## Інші прапори Нової Зеландії
| Прапор | Дати  | Використання                                      | Опис |
| ------ | ----- | ------------------------------------------------- | --- |
|        | 1993– | Неофіційний прапор архіпелагу Чатем               | Синій прапор із зображенням острова, накладеного на сонце, що сходить. |
|        | 1987– | Прапор міста Нельсон                              | Синя верхня третина з митрою єпископа. Сині та білі хвилі внизу з чорним хрестом. |
|        |       | Прапор Ради військово-морських сил Нової Зеландії | Якір із червоно-синім фоном |
|        | 1987– | Прапор Пошти Нової Зеландії                       | An orange-red flag with the NZ Post logo in white. Vertical white and blue strip in the fly. |
|        | 2004– | Прапор Отаго                                      | Синій і золотий, горизонтально розділені зигзагоподібною лінією («танцювальною»), із повернутими восьмикутними зірками. Використовується регіональною радою Отаго та широким загалом у регіоні Отаго |
|        | 2008– | Прапор Токелау                                    | Синє полотнище із зображенням стилізованого полінезійського каное (vaka) і чотирьох зірок Південного Хреста                                                                                          |

## Пропоновані альтернативні прапори
| Прапор | Дати  | Використання                                        | Опис |
| ------ | ----- | --------------------------------------------------- | --- |
|        | 1990– | Прапор Tino rangatiratanga – Офіційний прапор Маорі | Біла завита смуга на червоно-чорному полі |
|        | 2009  | Запропонований Адамом Кіббі прапор                  | Цей прапор включає Юніон Джек, що символізує британські зв’язки, і національні кольори Нової Зеландії, чорний і білий, з червоним від хреста Юніон Джека, який розширено, щоб показати червоний колір маорі. Виділяється також південний хрест. |
|        | 2007  | Запропонований Гелен Кларк прапор                   | Гелен Кларк зробила свою пропозицію, будучи прем'єр-міністром Нової Зеландії. Вона сказала, що видалення Юніон Джека з прапора Нової Зеландії є можливим, якщо люди захочуть змінити дизайн прапора, залишивши його як «досить привабливий південний хрест». |
|        | 2005  | Запропоновані Кайлом Локвудом прапори               | Червоно-біло-синій прапор, що символізує «народ Нової Зеландії». Синій колір символізує океан, червоний — маорі та кров солдатів, а білий — відсилання до «Країни Довгої Білої Хмари». Дві альтернативні версії прапора включають одну в чорному, білому, синьому та червоному кольорах і одну в червоному, білому та чорному (кольори прапора Маорі). |
|        | 2004  | Cameron Sanders' flag                               | A stylised Silver fern flag, used by the NZ Flag.com Trust. |
|        | 2000  | Aaron Nicholson’s flag                              | A modification of the current flag with the initials NZ to stylise the Union Jack and a long white cloud has made it to some a flag of compromise. This combination retains traditional links with the United Kingdom and New Zealand's Polynesian heritage. The NZ jack design is also reminiscent of the old 1974 Christchurch Commonwealth Games insignia. This design was displayed in newspapers around the country in 2005, and on an earlier TV debate with the late Angela De Audney. |
|        | 1998  | James Dignan's flag                                 | Combines the red-white-blue and stars of the current flag (though with a brighter blue) and the bold diagonals of the Union Flag with the black-white-red of the flag of Tino rangatiratanga, and adds the silver fern. Promoted widely after a New Zealand Herald article in 2002. |
|        | 1983  | Koru Flag (by Hundertwasser)                        | A white flag with a green spiral (Koru). |